# Éthylène (botanique)

Une voie de transduction du signal d'éthylène. L'éthylène imprègne la membrane cellulaire et se lie à un récepteur sur le réticulum endoplasmique. Le récepteur libère l'EIN2 réprimé. Cela active alors une voie de transduction du signal qui active les gènes régulateurs qui déclenchent éventuellement une réponse à l'éthylène. L'ADN activé est transcrit en ARNm qui est ensuite traduit en une enzyme fonctionnelle utilisée pour la biosynthèse de l'éthylène.

Éthylène (C2H4) est un gaz d'hydrocarbure insaturé (alcène) agissant comme une hormone végétale naturelle. C’est le gaz alcène le plus simple et le premier gaz connu pour agir comme hormone. Il agit à l'état de traces tout au long de la vie de la plante en stimulant ou en régulant la maturation des fruits, l'éclosion des fleurs, l'abscission (ou la chute) des feuilles.

## Histoire
L'éthylène a une longue histoire d'utilisation dans l'agriculture. Les anciens Égyptiens entaillaient les fruits de ficus sycomorus afin de stimuler la maturation (les blessures stimulent la production d'éthylène par les tissus végétaux). Les anciens Chinois brûlaient de l'encens dans des pièces fermées pour favoriser la maturation des poires. Au XIXe siècle, les citadins ont remarqué que les fuites de gaz des lampadaires entraînaient un retard de croissance, la mort des fleurs et la chute prématurée des feuilles. En 1874, on a découvert que la fumée faisait fleurir les champs d'ananas. La fumée contient de l'éthylène, et une fois que cela a été réalisé, la fumée a été remplacée par de l'éthéphon ou de l'acide naphtalène acétique, qui induisent la production d'éthylène.

L'étude scientifique de l'éthylène en tant que facteur de la physiologie végétale a commencé à la fin du XIXe siècle. En 1896, le botaniste russe Dimitry Neljubow a étudié la réponse des pois aux gaz éclairants auxquels ils montraient du mouvement. Il a découvert l'éthylène comme composant actif dans la source lumineuse qui stimulait le comportement du pois. Il rapporta sa découverte en 1901. Sarah Doubt montra également en 1917 que l'éthylène du gaz éclairant stimulait l'abscission. Les producteurs de citrons de Floride faisaient généralement mûrir leurs récoltes dans des hangars en allumant des lampes à pétrole, ce qui était à l'origine censé induire la maturation à cause de la chaleur. En 1924, Frank E. Denny découvrit que c'était la molécule d'éthylène émise par les lampes à pétrole qui induisait la maturation. Reportant dans la Botanical Gazette, il écrit :
L'éthylène a été très efficace pour obtenir le résultat souhaité, des concentrations aussi faibles qu'une partie (en volume) d'éthylène dans un million de parties d'air étant suffisantes pour faire jaunir les citrons verts en environ six à dix jours... De plus, la coloration avec de l'éthylène ou du gaz des réchauds à kérosène a causé la perte des "boutons" (calice, réceptacle et une partie du pédoncule) ... Le jaunissement des fruits traités à l'éthylène est devenu visible vers le troisième ou quatrième jour, et complètement jaune la couleur a été développée en six à dix jours. Les fruits non traités sont restés verts pendant la même période de temps.
La même année, Denny a publié les détails expérimentaux séparément et a également montré expérimentalement que l'utilisation de l'éthylène était plus avantageuse que celle du kérosène. En 1934, le biologiste britannique Richard Gane a découvert que le constituant chimique des bananes mûres pouvait provoquer la maturation des bananes vertes, ainsi qu'une croissance plus rapide des pois. Il a montré que le même effet de croissance pouvait être induit par l'éthylène. Rapportant dans Nature que des fruits mûrs (dans ce cas, la pomme Worcester Pearmain) produisaient de l'éthylène, il a déclaré:
La quantité d'éthylène produite [par la pomme] est très faible - peut-être de l'ordre de 1 centimètre cube pendant toute la durée de vie du fruit ; et la cause de son activité biologique prodigieuse en si petite concentration est un problème pour des recherches ultérieures. Sa production par la pomme cesse ou est très réduite en l'absence d'oxygène.
Il a ensuite montré que l'éthylène était également produit par d'autres fruits et que les éthylènes obtenus à partir de pommes pouvaient induire la germination des graines et la croissance des plantes dans différents légumes (mais pas dans les céréales). Ses conclusions n'ont pas été universellement acceptées par les autres scientifiques. Ils sont devenus plus convaincants lorsque William Crocker, Alfred Hitchcock et Percy Zimmerman ont rapporté en 1935 que l'éthylène agit de la même manière que les auxines en provoquant la croissance des plantes et la sénescence des tissus végétatifs. Ainsi, ils établissent que l'éthylène est une phytohormone.

## Biosynthèse
L'éthylène est produit à partir de presque toutes les parties des plantes, y compris les feuilles, les tiges, les racines, les fleurs, les fruits, les tubercules et les graines. La production d'éthylène est régulée par une variété de facteurs de développement et environnementaux. Au cours de la vie de la plante, la production d'éthylène est induite à certains stades de croissance tels que la germination, la maturation des fruits, l'abscission des feuilles et la sénescence des fleurs. La production d'éthylène peut également être induite par une variété d'aspects externes tels que les blessures mécaniques, les contraintes environnementales et certains produits chimiques, notamment l'auxine et d'autres régulateurs. La voie de biosynthèse de l'éthylène porte le nom de cycle Yang d'après le scientifique, Shang Fa Yang, qui a apporté une contribution essentielle à l'élucidation de cette voie.
L'éthylène est biosynthétisé à partir de l'acide aminé méthionine en S-adénosyl-L-méthionine (SAM, également appelée Adomet) par l'enzyme Met adénosyltransférase. Le SAM est ensuite converti en acide 1-aminocyclopropane-1-carboxylique (ACC) par l'enzyme ACC synthase (ACS). L'activité de l'ACS détermine le taux de production d'éthylène, donc la régulation de cette enzyme est essentielle pour la biosynthèse de l'éthylène. La dernière étape nécessite de l'oxygène et implique l'action de l'enzyme ACC-oxydase (ACO), anciennement connue sous le nom d'enzyme de formation d'éthylène (EFE). La biosynthèse de l'éthylène peut être induite par l'éthylène endogène ou exogène. La synthèse de l'ACC augmente avec des niveaux élevés d'auxines, en particulier d'acide indole acétique (IAA) et de cytokinines.

## Impact sur la production agricole
L'éthylène raccourcit la durée de conservation de nombreux fruits en accélérant la maturation des fruits et la sénescence florale. Il raccourcira la durée de conservation des fleurs coupées et des plantes en pot en accélérant la sénescence florale et l'abscission florale. Les fleurs et les plantes qui sont soumises à un stress lors de l'expédition, de la manipulation ou du stockage produisent de l'éthylène entraînant une réduction significative de l'affichage floral. Les fleurs affectées par l'éthylène comprennent l'œillet, le géranium, le pétunia, la rose et bien d'autres.
Chez les espèces aquatiques et semi-aquatiques, l’éthylène favorise la "fuite" de la submersion par allongement rapide des tiges ou des feuilles. Cette réponse de fuite est particulièrement importante dans la riziculture.
Les producteurs commerciaux de broméliacées, y compris les plants d'ananas, utilisent l'éthylène pour induire la floraison.
Les salles commerciales de maturation des fruits utilisent des «générateurs catalytiques» pour fabriquer du gaz éthylène à partir d'un approvisionnement liquide en éthanol. Typiquement, un niveau de gazage de 500 à 2 000 ppm est utilisé, pendant 24 à 48 heures. Des précautions doivent être prises pour contrôler les niveaux de dioxyde de carbone dans les salles de maturation lors du gazage, car il a été constaté que la maturation à haute température (20 °C ; 68 °F) produit des niveaux de CO2 de 10 % en 24 heures.
La floraison des chrysanthèmes est retardée par le gaz éthylène, et les producteurs ont découvert que les gaz d'échappement des radiateurs de serre inefficaces peuvent augmenter la concentration d'éthylène à 0,05 ppmv, ce qui retarde la floraison des cultures commerciales.